# Kling (Familienname)
Kling ist ein deutscher Familienname.

## Namensträger
- Adolf Kling (1893–1938), deutscher Politiker (NSDAP)
- Albert Kling (1903–?) deutscher Dokumentarfilmer
- Alexander Kling (* 1982), deutscher Germanist und Kulturwissenschaftler
- Anja Kling (* 1970), deutsche Schauspielerin
- Anton Kling (1881–1963), österreichischer Maler
- Bernt Kling (* 1947), deutscher Schriftsteller
- Burkhard Kling (1962–2023), deutscher Kunsthistoriker
- Catherine Kling (* 1960), US-amerikanische Wirtschaftswissenschaftlerin
- Christian Kling (Politiker) (Ludwig Christian Kling; 1811–nach 1866), deutscher Lehrer und Politiker, MdL Nassau
- Christian Friedrich Kling (1800–1862), deutscher Theologe, Geistlicher und Hochschullehrer
- Erich Kling (1854–1892), deutscher Offizier und Afrikareisender
- Eugen Kling (1899–1971), deutscher Fußballspieler
- Florian Kling (* 1986), deutscher Politiker, Oberbürgermeister von Calw
- Fritz Kling (1879–1941), deutscher Politiker (Bayerischer Bauernbund, Deutsche Bauernpartei)
- Georges Kling (1900–1962), französischer Automobilrennfahrer
- Gerhard Kling (* 1977/1978), deutscher Wirtschaftswissenschaftler und Hochschullehrer
- Gerit Kling (* 1965), deutsche Schauspielerin
- Hermann Kling (1880–1957), deutscher Politiker (CSVD, CDU)
- Isabel Kling (* 1976), deutsche politische Beamtin (CDU)
- Johan Kling (* 1962), schwedischer Filmregisseur und Drehbuchautor
- Johann Peter Kling (1749–1808), deutscher Forstbeamter
- Jörg Kling († 1506), österreichischer Architekt und Steinmetz
- Josef Kling (1811–1876), deutscher Schachspieler und Schachkomponist
- Kajsa Kling (* 1988), schwedische Skirennläuferin
- Karl Kling (Rennfahrer) (1910–2003), deutscher Automobilrennfahrer
- Karl Kling (Politiker) (1928–2021), deutscher Politiker
- Marc-Uwe Kling (* 1982), deutscher Liedermacher, Autor und Kabarettist
- Maren Kling, deutsche Sängerin, Schauspielerin, Autorin und Speakerin
- Marie-Luise Kling-de Lazzer (* 1947), deutsche Pfarrerin
- Matthias Kling (* 1972), deutscher Physiker und Hochschullehrer
- Max Kling (1874–1950), deutscher Agrikulturchemiker
- Melchior Kling (1504–1571), deutscher Rechtswissenschaftler
- Michael Kling (* 1972), deutscher Rechtswissenschaftler und Hochschullehrer
- Ottmar Kling (1926–2005), deutscher Physikochemiker
- Otto Kling (1883–1973), deutscher Maler
- Paul Kling (Violinist) (1929–2005), kanadischer Violinist tschechischer Herkunft
- Paul Kling (Politiker) (* 1936), deutscher Kommunalpolitiker (CSU) und Oberbürgermeister von Nördlingen
- Rainer Kling (Politiker) (1950–2012), deutscher Politiker
- Rainer Kling (* 1952), deutscher Astronom
- Richard Kling (1905–1990), deutscher Politiker (CDU)
- Schmitto Kling (Siegfried Kling; 1946–2018), deutscher Jazzmusiker und Geigenbauer
- Sebastian Kling (* 1984), deutscher Basketballspieler
- Sonja Kling (* 1971), deutsche Kabarettistin, Schauspielerin und Autorin
- Stephan Kling (* 1981), deutscher Fußballspieler
- Thomas Kling (1957–2005), deutscher Schriftsteller
- Vincent Kling (* 1942), US-amerikanischer Germanist und Übersetzer
- Wilhelm Kling (1902–1973), deutscher Parteifunktionär (KPD, SED)
- William Hugh Kling (* 1942), US-amerikanischer Medienunternehmer